# Campionati italiani primaverili di nuoto 1980
I ventisettesimi campionati italiani primaverili di nuoto si sono svolti a Torino dal 28 al 30 marzo 1980. È stata utilizzata la vasca da 50 metri.

## Podi

### Uomini
| Evento               | Oro                                                                       | Tempo    | Argento                                                                             | Tempo     | Bronzo                                                                             | Tempo    |
| Stile libero         |                                                                           |          |                                                                                     |           |                                                                                    |          |
| 100 m                | Marcello Guarducci                                                        | 51"99    | Andrea Ceccarini                                                                    | 52"70     | Fabrizio Rampazzo                                                                  | 53"03    |
| 200 m                | Giorgio Quadri                                                            | 1'53"80  | Fabrizio Rampazzo                                                                   | 1'54"15   | Raffaele Franceschi                                                                | 1'55"40  |
| 400 m                | Giorgio Quadri                                                            | 3'59"41  | Federico Silvestri                                                                  | 4'03"10   | Giovanni Nagni                                                                     | 4'03"75  |
| 1500 m               | Giovanni Nagni                                                            | 15'57"74 | Federico Silvestri                                                                  | 16'04"94- | Ivan Gritti                                                                        | 16'09"33 |
| Dorso                |                                                                           |          |                                                                                     |           |                                                                                    |          |
| 100 m                | Stefano Bellon                                                            | 59"55    | Marco Colombo                                                                       | 1'00"37   | Francesco Pettini                                                                  | 1'01"11  |
| 200 m                | Stefano Bellon                                                            | 2'07"98  | Stefano Corradi                                                                     | 2'09"50   | Marco Colombo                                                                      | 2'10"51  |
| Rana                 |                                                                           |          |                                                                                     |           |                                                                                    |          |
| 100 m                | Giorgio Lalle                                                             | 1'06"56  | Cesare Fabbri                                                                       | 1'06"73   | Carlo Travaini                                                                     | 1'07"09  |
| 200 m                | Cesare Fabbri                                                             | 2'23"90  | Massimo Trevisan I                                                                  | 2'29"21   | Alberto Marghero                                                                   | 2'29"86  |
| Farfalla             |                                                                           |          |                                                                                     |           |                                                                                    |          |
| 100 m                | Fabrizio Rampazzo                                                         | 57"14    | Marco Tornatore                                                                     | 57"87     | Emanuele Armellini                                                                 | 57"92    |
| 200 m                | Marco Tornatore                                                           | 2'04"69  | Emanuele Armellini                                                                  | 2'06"14   | Fabrizio Rampazzo                                                                  | 2'06"52  |
| Misti                |                                                                           |          |                                                                                     |           |                                                                                    |          |
| 200 m                | Giovanni Franceschi                                                       | 2'07"75  | Marco Colombo                                                                       | 2'10"11   | Maurizio Divano                                                                    | 2'11"43  |
| 400 m                | Giovanni Franceschi                                                       | 4'30"75  | Maurizio Divano                                                                     | 4'34"73   | Federico Silvestri                                                                 | 4'37"58  |
| Staffette            |                                                                           |          |                                                                                     |           |                                                                                    |          |
| 4x100 m stile libero | FF. OO. Roma Guido Armani Marco Colombo Salvatore Nania Giorgio Quadri    | 3'33"82  | Nuotatori Milanesi Giovanni Franceschi Maragnoli Metello Savino Raffaele Franceschi | 3'38"15   | De Gregorio Pietro Tornaboni Marco Dell'Uomo Daniele Masala Riccardo Urbani        | 3'39"35  |
| 4x200 m stile libero | FF. OO. Roma Marco Colombo Salvatore Nania Guido Armani Giorgio Quadri    | 7'52"87  | Roma Nuoto Giovanni Nagni Stefano Grandi Carlo Capotosti Stefano Corradi            | 7'56"25   | Lazio Nuoto Fabio Bracaglia Andrea Ceccarini Carlo Rossato Alessandro Margheritini | 8'00"81  |
| 4x100 m misti        | Nuoto 2000 Stefano Bellon Davide Peloso Marco Tornatore Fabrizio Rampazzo | 3'56"01  | Fiamme Oro Marco Colombo Giorgio Lalle Alessandro Griffith Giorgio Quadri           | 4'01"20   | Sturla Daniele Cerabino Cesare Fabbri Andrea Calabria Maurizio Divano              | 4'02"00  |

### Donne
| Evento               | Oro                                                                               | Tempo   | Argento                                                                  | Tempo   | Bronzo                                                                    | Tempo   |
| Stile libero         |                                                                                   |         |                                                                          |         |                                                                           |         |
| 100 m                | Monica Vallarin                                                                   | 59"25   | Cinzia Savi Scarponi                                                     | 59"45   | Silvia Persi                                                              | 1'00"19 |
| 200 m                | Monica Vallarin                                                                   | 2'06"11 | Roberta Felotti                                                          | 2'08"06 | Elaine Bocchini                                                           | 2'09"87 |
| 400 m                | Roberta Felotti                                                                   | 4'24"86 | Maria Grazia Pandini                                                     | 4'25"91 | Elaine Bocchini                                                           | 4'28"88 |
| 800 m                | Roberta Felotti                                                                   | 9'03"95 | Maria Grazia Pandini                                                     | 9'05"73 | Elaine Bocchini                                                           | 9'13"71 |
| Dorso                |                                                                                   |         |                                                                          |         |                                                                           |         |
| 100 m                | Laura Foralosso                                                                   | 1'05"17 | Manuela Carosi                                                           | 1'06"07 | Daniela Ferrini                                                           | 1'06"89 |
| 200 m                | Manuela Carosi                                                                    | 2'20"60 | Daniela Ferrini                                                          | 2'22"15 | Laura Foralosso                                                           | 2'25"34 |
| Rana                 |                                                                                   |         |                                                                          |         |                                                                           |         |
| 100 m                | Roberta Lazzari                                                                   | 1'14"18 | Sabrina Seminatore                                                       | 1'14"27 | Carlotta Tagnin                                                           | 1'14"40 |
| 200 m                | Carlotta Tagnin                                                                   | 2'40"07 | Roberta Lazzari                                                          | 2'43"75 | Monica Bonon                                                              | 2'43"77 |
| Farfalla             |                                                                                   |         |                                                                          |         |                                                                           |         |
| 100 m                | Cinzia Savi Scarponi                                                              | 1'02"67 | Manuela Dalla Valle                                                      | 1'05"88 | Laura Dusio                                                               | 1'05"64 |
| 200 m                | Cinzia Savi Scarponi                                                              | 2'16"35 | Cristina Quintarelli                                                     | 2'18"30 | Cinzia Rampazzo                                                           | 2'20"28 |
| Misti                |                                                                                   |         |                                                                          |         |                                                                           |         |
| 200 m                | Cinzia Savi Scarponi                                                              | 2'23"93 | Manuela Dalla Valle                                                      | 2'24"79 | Michela La Pietra                                                         | 2'28"30 |
| 400 m                | Cinzia Savi Scarponi                                                              | 5'01"65 | Roberta Felotti                                                          | 5'08"21 | Vania Marcelli                                                            | 5'09"90 |
| Staffette            |                                                                                   |         |                                                                          |         |                                                                           |         |
| 4x100 m stile libero | Fiat Ricambi Elena Prato Loretta Toja Monica Vallarin Rosanna Zingaretti          | 4'04"13 | Roma Nuoto Silvia Persi Carla Di Seri Sterpetti Cinzia Savi Scarponi     | 4'05"53 | Caronno Pertusella Carol Galimberti Mariani Vicentini Manuela Dalla Valle | 4'09"77 |
| 4x200 m stile libero | Fiat Ricambi Monica Palmieri Monica Vallarin Rosanna Zingaretti Roberta Pavanello | 8'46"97 | Roma Nuoto Silvia Persi Carla Di Seri Sterpetti Cinzia Savi Scarponi     | 8'50"40 | San Donato Maria Grazia Pandini Zanni Claudia Schiroli Roberta Felotti    | 8'58"60 |
| 4x100 m stile misti  | Roma Nuoto Manuela Carosi Paola Borrelli Cinzia Savi Scarponi Silvia Persi        | 4'26"34 | Fiat Ricambi Donatella Bruno Roberta Lazzari Laura Dusio Monica Vallarin | 4'30"12 | Rari Nantes Florentia Giulia Garbi Carolina Barbieri Petroni Ilaria Pilli | 4'37"99 |